# Diplophyllum imbricatum
Diplophyllum imbricatum là một loài rêu trong họ Scapaniaceae. Loài này được (M. Howe) K. Müller mô tả khoa học đầu tiên năm 1910.